# 克泰亞斯卡鄉
44°46′00″N 25°05′00″E / 44.7667°N 25.0833°E
克泰亞斯卡鄉（羅馬尼亞語：Comuna Căteasca, Argeș），是羅馬尼亞的鄉份，位於該國中南部，由阿爾傑什縣負責管轄，面積81平方公里，海拔高度239米，2011年人口4,006，人口密度每平方公里45人。